# 杨渊海
杨渊海（？—1364年），元朝大理总管段功属臣，白族诗人。
在段功属下为员外郎，紧随左右参政议事。元惠宗至正二十三年（1363年），万胜（明二）领导红巾军入滇。梁王把匝剌瓦爾密败逃威楚（今楚雄市）。召段功入援，杨渊海于是出谋劝谏段功应召出兵，阻止红巾军深入滇西，借此扩大大理的势力。杨渊海随段功赞理军务，出败万胜，用计诱使红巾军撤退，于七星关（在今贵州毕节市境）击败红巾军。得胜后，段功被封为云南行省平章政事，尚梁王女阿盖公主，长住中庆路鄯阐（今昆明市）梁王府，失去对梁王的警惕。杨渊海作为谋臣，深知段氏和梁王在云南的争端，多次劝说段功回大理避祸，段功不听。至正二十四年，段功嫡妻高氏来信，于是陪同段功返回大理。不久，段功思念公主，想要回到中庆，杨渊海再三劝阻，段功不同意，又陪同前往。自知无生还之日，并未因此回避，愿与主公一起患难。段功在昆明通济桥被梁王诱杀，杨渊海拒绝梁王拉拢，愿以死殉主，在壁上题诀别诗，仰药自杀。梁王以其忠诚，令加以厚恤，与段功同归葬大理。其诀别诗被多种史籍记载。